# Herbert Fuchs (Politiker)

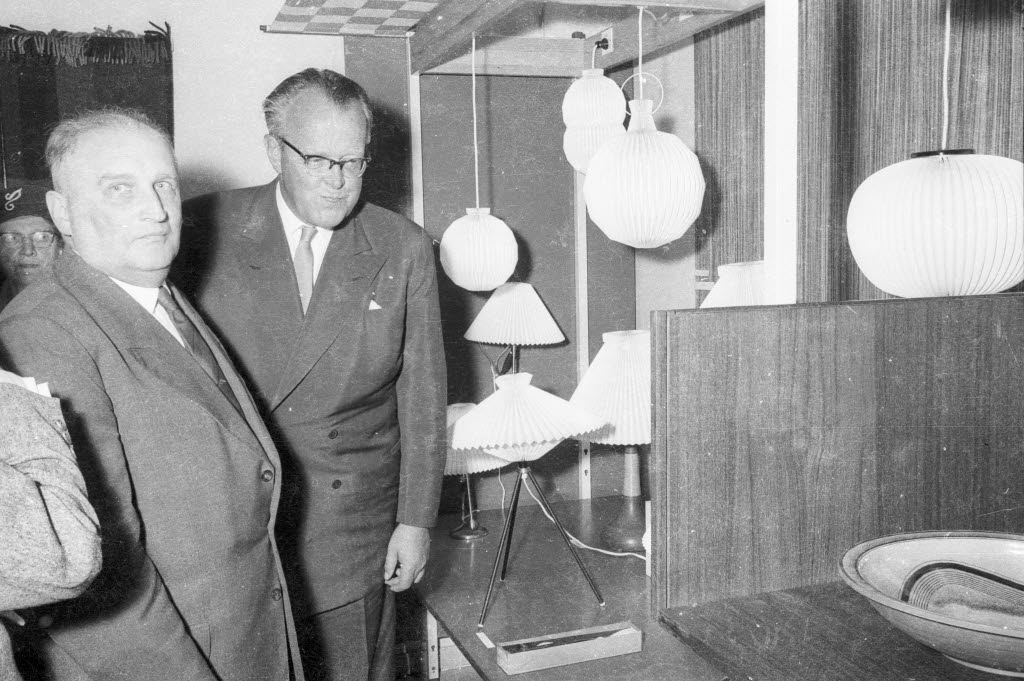
Herbert Fuchs (1957), links

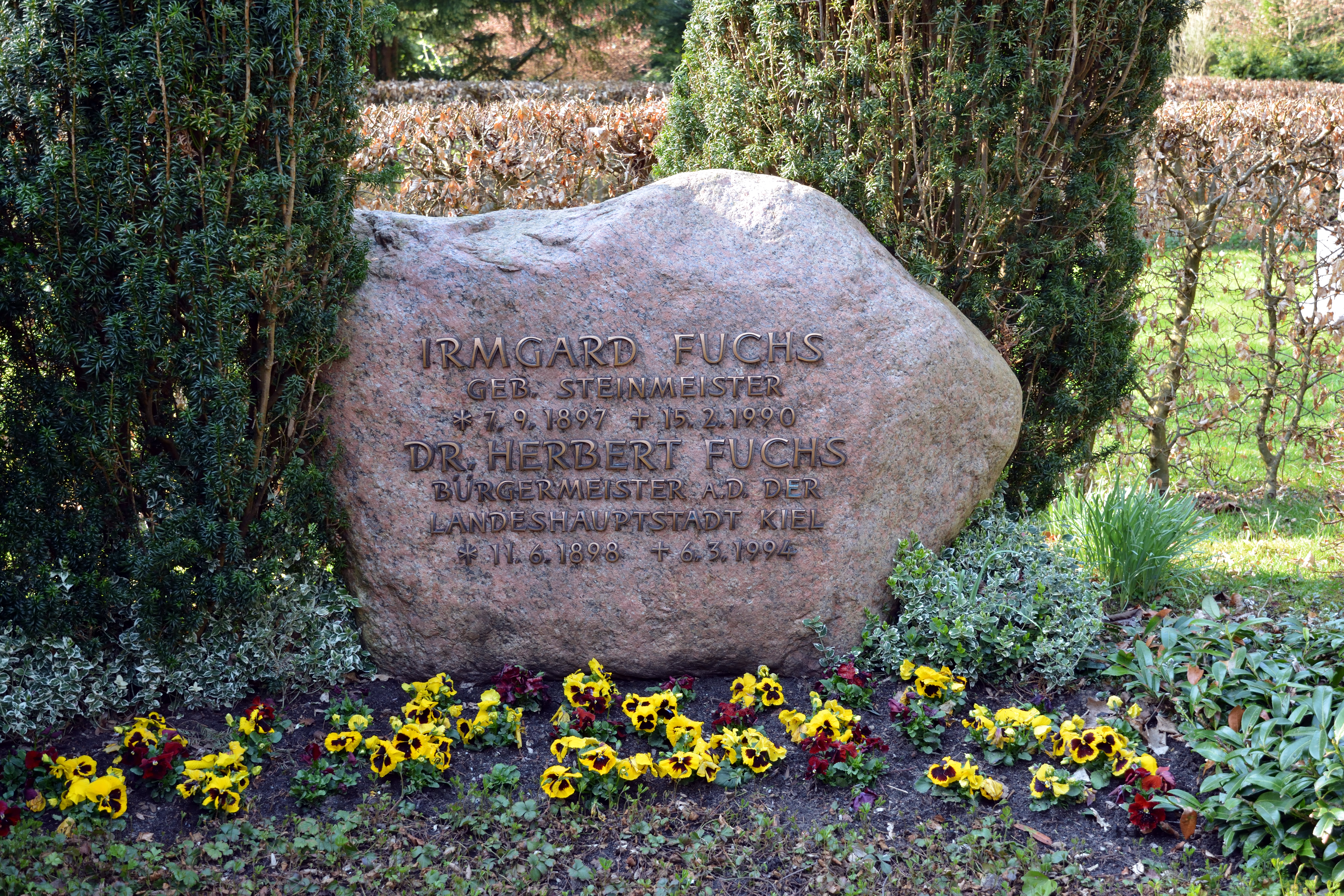
Grab auf dem Nordfriedhof Kiel

Herbert Fuchs (* 11. Juni 1898 in Dresden; † 6. März 1994 in Kiel) war ein deutscher Jurist, Politiker (CDU) und Landtagsabgeordneter.

## Leben
Fuchs begann seine Schullaufbahn zunächst in Dresden, setzte diese in Dessau fort und besuchte zuletzt die Ritterakademie in Dom Brandenburg, wo er im Juni 1916 das Abitur bestand. Anschließend nahm er am Ersten Weltkrieg teil, zuletzt als Leutnant und stellvertretender Bataillonsadjutant. Ab 1919 studierte er Rechts- und Staatswissenschaften in Berlin und Königsberg, wo er 1921 die erste juristische Staatsprüfung ablegte. Er wurde 1923 zum Dr. jur. promoviert mit einer Dissertation über den deutsch-chinesischen Friedensvertrag vom 20. Mai 1921.
Nach Studienende war er ab 1921 zunächst Gerichtsreferendar, dann Regierungsrefendar. 1924 wurde er Regierungsassessor in Berlin und von 1925 bis 1926 war er Regierungsassessor und Stellvertreter des Landrats in Bad Kreuznach. Ab November 1926 war er Baupolizeidezernent und dann Dezernent in der Kommunalaufsicht bei der Regierung in Arnsberg. Im Juli 1930 wurde er zum Regierungsrat ernannt. Ab August 1932 war er vertretungsweise Landrat in Altena und ab November 1932 übernahm er diesen Posten definitiv.
Nach der Machtübernahme durch die Nationalsozialisten wurde er im Mai 1933 in das Preußische Ministerium des Inneren zur Kommunalabteilung abgeordnet, wo er im Juli dieses Jahres zum Ministerialrat ernannt wurde. in seinen Zuständigkeitsbereich fiel der Bereich Finanzen und Wirtschaft. Von November 1938 bis März 1939 nahm er vertretungsweise die Dienstgeschäfte des Regierungspräsidenten in Düsseldorf wahr. Danach ins Reichsministerium des Inneren zurückberufen, oblag ihm die „Erledigung dringender Geschäfte auf dem Gebiete des Finanzausgleichs“. Im April 1939 wurde er zum Ministerialdirigent ernannt und leitete bis zum Ende des Zweiten Weltkrieges die Unterabteilung Gemeindefinanzausgleichs- und Gemeindewirtschaftsangelegenheiten in der Kommunalabteilung des Ministeriums.
Nach Kriegsende war er bis 1948 Berater und Gutachter für Landes- und Kommunaldienststellen in Niedersachsen (Ausarbeitung Finanzausgleichsgesetz) und Nordrhein-Westfalen (Ausarbeitung Landschaftsverbandsordnung). Ab Juni 1948 war er Stadtkämmerer in Kiel und ab Juni 1950 zugleich hauptamtlicher Bürgermeister. Anfang 1951 wurde Fuchs Mitglied der CDU, bei der er Mitglied des Kreisvorstandes in Kiel und Vorstandsmitglied der Kommunalpolitischen Vereinigung der CDU war. Ferner war er stellvertretender Vorsitzender des Finanzausschusses des Deutschen Städtetages, Vorsitzender des Finanzausschusses des Schleswig-Holsteinischen Städtetages, gehörte diversen Aufsichts- sowie Verwaltungsräten an und hatte weitere Funktionen inne.
Von 1958 bis 1962 saß Fuchs im Landtag von Schleswig-Holstein, direkt gewählt im Wahlkreis Kiel-Nord. Er gehörte dem Innen- und Finanzausschuss an. Aus der CDU in Kiel trat er 1966 aus Verärgerung über die Personalpolitik der Partei aus. Ab 1963 war er in Kiel Generalbevollmächtigter des Reeders Karl Grammerstorf.

## Veröffentlichungen
Fuchs war Verfasser und Mitverfasser verschiedener Gesetzeskommentare, darunter:
- Bayrhoffer, Fuchs: Das Umschuldungsgesetz
- Fuchs: Die Realsteuergesetze
- Fuchs, Riewald: Der Finanzausgleich in Preußen.

## Ehrungen
- Freiherr-vom-Stein-Gedenkmedaille (1957)[1]
- Ehrenzeichen des Deutschen Roten Kreuzes (1958)[1]